# Прокопчук, Анатолий Константинович
Анато́лий Константи́нович Проко́пчук (род. 5 февраля 1948) — советский борец вольного стиля, чемпион СССР, Европы и мира, Заслуженный мастер спорта СССР.

## Биография
Увлёкся борьбой в 1964 году. В 1967 году стал мастером спорта СССР, а в 1975 — мастером спорта СССР международного класса. Член сборной команды страны в 1977—1981 годах. В 1981 году оставил большой спорт. Живёт в Москве.

## Спортивные результаты
- Чемпионат СССР по вольной борьбе 1974 года — ;
- Вольная борьба на летней Спартакиаде народов СССР 1975 года — ;
- Чемпионат СССР по вольной борьбе 1976 года — ;
- Чемпионат СССР по вольной борьбе 1977 года — ;
- Чемпионат СССР по вольной борьбе 1978 года — ;
- Чемпионат СССР по вольной борьбе 1980 года — ;